# Gelenkschnupfen
Gelenkschnupfen ist eine umgangssprachliche Bezeichnung für eine harmlose und meist ohne Folgen ausheilende Flüssigkeitsansammlung in Gelenken infolge einer Infektion mit Viren. Die virale Schädigung der Schleimhaut führt zu einer vermehrten Produktion von Gelenkflüssigkeit, die nicht abfließen und nur langsam wieder abgebaut werden kann.
Hauptsächlich sind Kinder betroffen, häufig am Hüftgelenk (Coxitis fugax). Die Entzündung verursacht oft heftige Symptome (Druckschmerz und Bewegungseinschränkung), klingt aber in der Regel nach einigen Tagen ohne besondere Behandlung ab.
Bei einem häufigeren Auftreten von Gelenkschnupfen kann eine orthopädische und rheumatologische Abklärung zum Ausschluss einer Hüftfehlstellung, bedeutsamer Knorpelschäden und einer rheumatischen Erkrankung sinnvoll sein.